# 南村 (東京都)
南村（みなみむら）は、かつて東京都南多摩郡に存在した村である。1954年（昭和29年）、町田町との合併により廃止された。

## 概要
現在の町田市の町名では高ヶ坂、金森、金森東、東玉川学園、成瀬台、西成瀬、成瀬、成瀬が丘、南成瀬、小川、鶴間、南町田、つくし野、南つくし野にほぼ相当する。
町田市では現在でもこの旧村域を「南地域」「南地区」としているほか、「南市民センター」や「南中学校」のように、施設や学校名にその名を残している。　

## 村長
- 井上光治 1889年7月〜1891年11月
- 斉藤佐重郎 1891年12月〜1892年3月
- 松村育太郎 1892年4月〜1894年6月
- 細野喜代四郎 1894年7月〜1896年4月
- 井上市松 1896年5月〜1897年3月
- 佐藤亀吉 1897年4月〜1898年12月
- 木目田宗助 1899年3月1日〜1900年4月10日
- 市川四郎助 1900年4月〜1904年9月
- 山下政一 1904年10月〜1912年9月
- 石井喜代二郎 1912年10月〜1920年12月
- 中村盛政 1921年1月〜1928年12月
- 加藤菊一 1929年1月〜1936年12月
- 林 八郎 1937年1月〜1942年12月
- 木目田光 1942年12月24日〜1945年10月6日
- 細野惣太郎 1945年11月13日〜1948年6月5日
- 平出倉吉 1948年7月31日〜1950年2月6日
- 堀江明美 1950年3月26日〜1954年3月25日

## 歴史

### 名称の由来
南多摩郡の最南端であることに由来している。

### 沿革
- 1889年（明治22年）4月1日 - 町村制施行により、金森村、高ヶ坂村、鶴間村、成瀬村、小川村が合併して神奈川県南多摩郡南村が成立。
- 1893年（明治26年）4月1日 - 三多摩が神奈川県から東京府へ移管。東京府南多摩郡南村となる。
- 1943年（昭和18年）7月1日 - 東京都制により、東京都南多摩郡南村となる。
- 1954年（昭和29年）4月1日 - 町田町と対等合併、新しく町田町となる。

## 地理
- 境川
- 恩田川

## 交通
道路
- 矢倉沢往還（現在の国道246号）
- 町田街道

鉄道
- 国鉄横浜線が通過（当時成瀬駅は未開業）。東京急行電鉄田園都市線は当時未開業。